# Hale Asaf

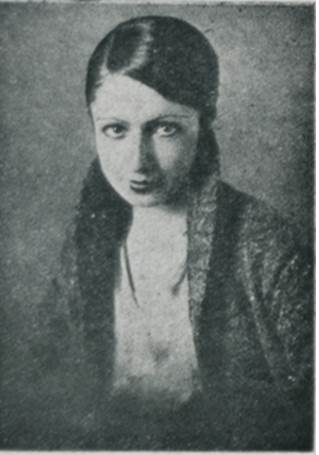
Hale Asaf in den 1920er-Jahren

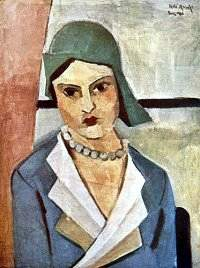
Selbstporträt

Hale Asaf (* 1905 in Istanbul als Hale Salih; † 31. Mai 1938 in Paris) war eine türkische Malerin mit georgischen und tscherkessischen Vorfahren. Zunächst wandte sie sich dem Konstruktivismus zu, später verband sie diesen mit einem expressionistischen Ansatz. Während ihrer Zeit in Paris interessierte sich Asaf dann ab 1931 für den späten Kubismus.

## Leben
Hale Asaf wurde 1905 als Tochter des Juristen Salih Bey und dessen Ehefrau Enise Hanım in Istanbul geboren. Der Vater war Präsident des osmanischen Kassationshofes. Aufgrund einer ersten Erkrankung in der Kindheit musste Asaf im Alter von fünf Jahren an der Leber operiert werden und litt den Rest ihres Lebens an den Folgen. Sie besuchte die französischsprachige Schule Notre Dame de Sion.
Im Jahr 1919 wurde sie zu Beginn des türkischen Befreiungskrieges nach Rom geschickt, wo sie bei ihrer Tante Mihri Müşfik Hanım erste Unterrichtsstunden in Malerei bekam. Im folgenden Jahr ging sie nach Paris und studierte bei Namık İsmail. Als sie 16 Jahre alt war, schickte sie die Familie zum Studium nach Berlin. Obwohl das Wiederaufflammen ihrer Erkrankung eine erneute Operation an der Lunge nötig machte, bestand sie die Aufnahmeprüfung an der Preußischen Akademie der Künste und wurde Studentin bei Arthur Kampf. Im Jahr 1924 wurden einige ihrer Porträts erstmals in einem Kunstmagazin veröffentlicht.
Nach dem Krieg kehrte sie in die Türkei zurück und schrieb sich an der „İnas Sanayi-i Nefise Mektebi“ (Akademie der Schönen Künste) ein, wo sie bei Feyhaman Duran und İbrahim Çallı studierte. In dieser Zeit starb ihre Mutter in einem Schweizer Sanatorium an Tuberkulose und Hale nutzte zukünftig den Nachnamen der Mutter. Nur kurz nach ihrer Einschreibung erhielt sie ein Stipendium des türkischen Bildungsministeriums zum Studium in Europa. Asaf kam zurück nach Deutschland und studierte bei Lovis Corinth an der Akademie der Bildenden Künste München. Im Jahr 1926 zeigte sie erstmals Werke bei der "Galatasaray-Ausstellung" – zwischen 1916 und 1951 ein bedeutender Ausstellungsort für junge türkische Künstler. 1927/28 studierte sie erneut in Paris an der Académie de la Grande Chaumière bei André Lhote und nahm Privatstunden bei dem Keramikkünstler İsmail Hakkı Oygar, den sie später heiratete.
Das Paar ging bald nach der Verlobung in die Türkei und ließ sich in Bursa nieder, wo Oygar eine Position als Lehrer fand. Auch Asaf wurde Zeichenlehrerin an einer Schule zur Ausbildung von Lehrerinnen und wurde Französischlehrerin an der Necati-Bey-Schule für Mädchen. Im Jahr 1929 gehörten Asaf und Oyger zu den Gründern der „Müstakil Ressamlar ve Heykeltraşlar Birliği“ (Bund der unabhängigen Maler und Bildhauer). Asaf war die einzige Frau in dem Verein.
Weil sich Asaf in Bursa nicht wohlfühlte, tauschte sie ihre Arbeitsstelle mit Mahmut Cûda und ging nach Istanbul an die „Devlet Güzel Sanatlar Akademisi“ (Staatliche Akademie der Schönen Künste Istanbul), wo sie Assistentin ihres ehemaligen Lehrers Namık İsmail wurde. Doch auch hier war Asaf nicht glücklich. So entschloss sie sich 1931, alleine nach Paris zu gehen. Erneut musste sie sich Ende des Jahres operieren lassen. Während der Rekonvaleszenzphase lernte sie den italienischen Schriftsteller Antonio Aniante kennen, der die „Galerie-Librarie Jeune Europe“ führte. Asaf wurde Leiterin der Galerie und die beiden ein Paar. Als die Galerie 1934 schließen musste und Aniantes Bücher in einigen Ländern Europas verboten wurden, weil sie gegen Benito Mussolini gerichtet waren, geriet das Paar in finanzielle Schwierigkeiten. Inzwischen war Asafs Erkrankung fortgeschritten und sie litt an Krebs. Im Frühjahr 1938 starb sie in Paris und wurde auf dem Cimetière parisien von Thiais bestattet.
Einige ihrer Gemälde wurden während des Zweiten Weltkriegs zerstört. Was mit den Gemälden geschehen ist, die bei seinem Tode im Jahr 1983 im Besitz von Aniante waren, ist unklar. Einige wurden an türkische Sammler verkauft. Bisher konnten nur rund 30 Werke aufgespürt werden.